# Нильссон, Турбьёрн
Турбьёрн Андерс Нильссон (швед. Torbjörn Anders Nilsson; родился в Вестеросе, 9 июля 1954) — шведский футболист и футбольный тренер. Выступал на позиции нападающего. Считается одним из лучших шведских футболистов всех времён, дважды выигрывал шведский чемпионат и один раз Кубок УЕФА с «Гётеборгом», где он провёл большую часть своей карьеры. Он также имел опыт менее успешного пребывания в Голландии с «ПСВ Эйндховен» и более успешного — в Германии с «Кайзерслаутерном». Нильссон с переменным успехом работал в качестве тренера.

## Игровая карьера
Нильссон родился в Вестеросе 9 июля 1954 года и вырос в Хальстахаммаре. Он и его семья (отец Готэ, мать Дейзи, братья Рольф и Боссе, сестра Роза-Мария) переехали в Партилле, рядом с Гётеборгом, прежде чем Нильссон пошёл в школу и начал свою футбольную карьеру в «Йонсередс» в возрасте семи или восьми лет. Нильссон присоединился к «Гётеборгу» в сезоне 1975 года и помог клубу подняться обратно на верхний ярус шведского футбола, Аллсвенскан, выиграв Второй дивизион в 1976 году. Он решил попытать счастья за рубежом с ПСВ, но вернулся после одного сезона. Затем он помог команде сделать требл в 1982 году: шведский чемпионат («Гётеборг» выиграл оба Аллсвенскана и решающий плей-офф), кубок Швеции по футболу и Кубок УЕФА. Он был награждён титулом шведского футболиста года за свою игру.
Нильссон перешёл в «Кайзерслаутерн», Германия, где играл два сезона и собирался перейти в «Бенфику», когда его бывший тренер в «Гётеборга», Свен-Ёран Эрикссон покинул этот клуб. Вместо этого Нильссон вернулся домой в Гётеборг, в свой бывший клуб. Перед тем, как он закончил свою игровую карьеру тремя сезонами позже из-за проблем с коленями, Нильссон привёл клуб ко второму титулу чемпиона и был за шаг от финала Кубка европейских чемпионов в 1986 году. «Гётеборг» не прошёл «Барселону» после того, как выиграл в домашнем матче со счётом 3:0 (Нильссон сделал дубль). Они проиграли на выезде с тем же счетом (хет-трик Анхеля Алонсо). Нильссон долгое время сожалел, что не вызвался участвовать в серии пенальти, это вынудило пробивать одиннадцатиметровые двух молодых и неопытных игроков: Роланда Нильссона и Пера Эдмунда Мордта. Оба не реализовали свои удары.
Для многих шведов остаётся загадкой, как Нильссон с его талантом не смог полностью раскрыть его, когда играл за ПСВ и «Кайзерслаутерн», но сам по себе он был застенчив, что помешало ему заявить о себе в вышеупомянутых клубах.
Несмотря на переменные успехи Нильссона за границей и его короткую карьеру в шведской сборной, за которую он сыграл только 28 матчей и забил девять голов, он считается одним из величайших шведских футболистов всех времён. Он отказывался играть за национальную команду в течение четырёх лет в начале 1980-х годов, когда он был в расцвете сил, наиболее весомой причиной этому был конфликт между ним и тренером Ларсом «Лабаном» Арнессоном, который много экспериментировал с различными формациями, в них не вписывался стиль игры Нильссона, что ему не нравилось. Вместо этого он сосредоточился на своей клубной карьере, но вернулся в сборную в 1984 году, забив гол в матче с Португалией на квалификации к чемпионату мира 1986, игра закончилась со счётом 3:1 в пользу шведов. Нильссон был избран в Зал славы шведского футбола в 2003 году.

## Тренерская карьера
После окончания своей профессиональной карьеры Турбьёрн Нильссон работал играющим тренером своего первого клуба «Йонсередс», прежде чем стать тренером «Эргрюте» из Первого дивизиона в 1991 году. Клуб был понижен в классе, тем не менее команде удалось повыситься на два дивизиона в Аллсвенскан в следующем году благодаря шведской системе футбольных лиги того времени. Впрочем, «Эргрюте» вылетел из высшей лиги в 1993 году. Нильссон перешёл в «Оддевольд» из Уддеваллы и вывел клуб в Аллсвенскан впервые в своей истории в 1995 году. Он покинул свой пост после одного сезона с клубом и не нашёл новое место работы на следующий год.
Затем он был назначен тренером «Вестра Фрёлунда» в 1997 году, и в третий раз под его руководством команда вышла в Аллсвенскан. Он оставался тренером «Вестра Фрёлунда» в течение двух сезонов, при нём клуб занимал пятое и седьмое место — два лучших результата в истории клуба. Он сделал перерыв ещё на один год, прежде чем начать свой пятый тренерский срок с гётеборгским клубом «Хеккен» в 2001 году. Однако он был не в состоянии удержать клуб в высшей лиге. После этого он стал тренером молодёжной сборной Швеции и провёл команду через успешную квалификацию на чемпионат Европы 2004 года, где Швеция проиграла в полуфинале Сербии и Черногории после серии пенальти со счётом 5:6 (1:1 в основное время), а в матче за третье место уступила Португалии со счётом 3:2 после дополнительного времени. Он не тренировал никакую команду в период между 2004 и 2008 годами, но затем возобновил свою тренерскую карьеру в Гётеборге с женской командой «Коппарбергс-Гётеборг».

## Достижения
Командные
- Чемпионат Швеции: 1982, 1984
- Кубок Швеции: 1979, 1982
- Кубок УЕФА: 1981/82
- Кубок европейских чемпионов УЕФА (полуфиналист): 1985/86

Личные
- Лучший бомбардир Аллсвенскана: 1981
- Лучший бомбардир Кубка УЕФА: 1982
- Лучший бомбардир Кубка европейских чемпионов: 1985, 1986
- Футболист года в Швеции: 1982

## Статистика выступлений
| Клуб                | Сезон               | Лига | Лига | Кубки | Кубки | Еврокубки | Еврокубки | Итого | Итого |
| Клуб                | Сезон               | Игры | Голы | Игры  | Голы  | Игры      | Голы      | Игры  | Голы  |
| ------------------- | ------------------- | ---- | ---- | ----- | ----- | --------- | --------- | ----- | ----- |
| Гётеборг            | 1975                | 25   | 14   | 2     | 1     | -         | -         | 27    | 15    |
| Гётеборг            | 1976                | 24   | 20   | 1     | 3     | -         | -         | 25    | 23    |
| Гётеборг            | Итого               | 49   | 34   | 3     | 4     | 0         | 0         | 52    | 38    |
| ПСВ                 | 1976/77             | 9    | 2    | 2     | 0     | 0         | 0         | 11    | 2     |
| ПСВ                 | 1977/78             | 2    | 0    | 0     | 0     | 0         | 0         | 2     | 0     |
| ПСВ                 | Итого               | 11   | 2    | 2     | 0     | 0         | 0         | 13    | 2     |
| Гётеборг            | 1977                | 6    | 3    | 2     | 1     | 0         | 0         | 8     | 4     |
| Гётеборг            | 1978                | 25   | 8    | 7     | 8     | 0         | 0         | 32    | 16    |
| Гётеборг            | 1979                | 25   | 11   | 4     | 5     | 11        | 8         | 40    | 24    |
| Гётеборг            | 1980                | 25   | 14   | 3     | 1     | 8         | 8         | 36    | 23    |
| Гётеборг            | 1981                | 26   | 20   | 5     | 7     | 17        | 14        | 48    | 41    |
| Гётеборг            | 1982                | 7    | 6    | 0     | 0     | 1         | 1         | 8     | 7     |
| Гётеборг            | Итого               | 114  | 62   | 21    | 22    | 37        | 31        | 172   | 115   |
| Кайзерслаутерн      | 1982/83             | 33   | 9    | 0     | 0     | 8         | 4         | 41    | 13    |
| Кайзерслаутерн      | 1983/84             | 32   | 13   | 2     | 1     | 2         | 2         | 36    | 16    |
| Кайзерслаутерн      | Итого               | 65   | 22   | 2     | 1     | 10        | 6         | 77    | 29    |
| Гётеборг            | 1984                | 17   | 14   | 3     | 2     | 12        | 14        | 32    | 30    |
| Гётеборг            | 1985                | 22   | 8    | 5     | 3     | 12        | 7         | 39    | 18    |
| Гётеборг            | 1986                | 10   | 9    | 0     | 0     | 3         | 3         | 13    | 12    |
| Гётеборг            | Итого               | 49   | 31   | 8     | 5     | 27        | 24        | 84    | 60    |
| Всего за «Гётеборг» | Всего за «Гётеборг» | 212  | 127  | 32    | 31    | 64        | 55        | 308   | 213   |
| Йонсередс           | 1988                | 18   | 10   | ?     | ?     | -         | -         | ?     | ?     |
| Йонсередс           | 1989                | 26   | 9    | ?     | ?     | -         | -         | ?     | ?     |
| Йонсередс           | Итого               | 44   | 19   | ?     | ?     | 0         | 0         | 44+   | 19+   |
| Всего за карьеру    | Всего за карьеру    | 332  | 170  | 36+   | 32+   | 74        | 61        | 442+  | 263+  |